# USS LST-779

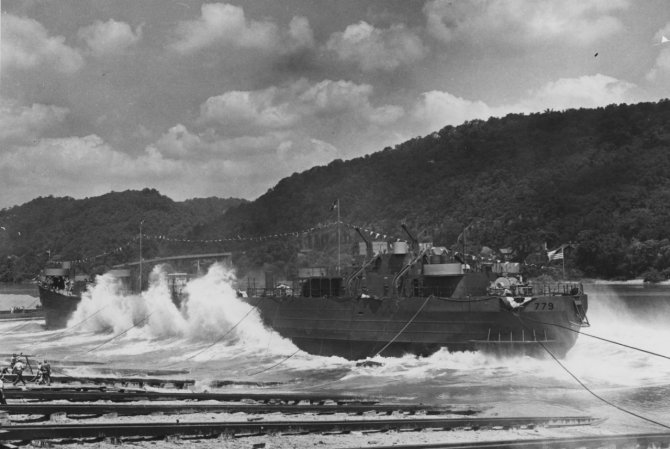
USS LST-779 sendo lançado em Dravo Corp., Pittsburgh, Pensilvânia, 1º de julho de 1944.

O USS LST-779 foi um navio de guerra norte-americano da classe LST que operou durante a Segunda Guerra Mundial.